# Oldani (cognome)
Oldani è un cognome di lingua italiana.

## Varianti
Oldano, Oldini.

## Origine e diffusione
Potrebbe derivare dal toponimo Olda in provincia di Bergamo. L'etimo del cognome è affine a quella dei cognomi Aldi e Oddo.

## Persone
- Enrico Oldani – pittore italiano
- Guido Oldani – poeta italiano
- Massimo Oldani – conduttore radiofonico, critico musicale e giornalista italiano